# Frank E. Gannett
Frank Ernest Gannett (* 15. September 1876 in Bristol, New York; † 3. Dezember 1957) gründete 1906 das Unternehmen Gannett.
Gannett wurde in Bristol, New York geboren und graduierte an der Cornell University. Er war Anhänger der Republikanischen Partei. 1920 heiratete er Caroline Werner.
Im Alter von 30 kaufte er seine erste Zeitung, die Elmira Gazette (Star Gazette). Sechs Jahre später, 1912, erwarb er das Ithaca Journal. Im Jahr 1918 verlegten Gannett und seine Partner ihren Firmenhauptsitze nach Rochester, New York und fünf Jahre später kaufte er seine Partner aus und formte die Holding, die damals aus nur sechs Zeitungen bestand.
Mit dem Aufkommen des Hörfunks stieg Gannetts Tageszeitung Rochester Times-Union 1922 in das Radiogeschäft ein. Die Zeitung gründete die Radiostation WHQ, jedoch war der Erfolg der Station nur mäßig und wegen technischer Probleme von kurzer Dauer. Die Sendeausrüstung wurde verkauft und wenig später ging sie unter dem Rufzeichen WHAM auf Sendung und ist bis heute an der gesamten US-Ostküste zu hören.
1940 bewarb er sich um die Nomination als Präsidentschaftskandidat, wurde jedoch von Wendell Willkie geschlagen.
In seinen restlichen Lebensjahren arbeitete er daran, sein Firmenkonglomerat aus Regionalzeitungen zu modernisieren und auszubauen. Zum Zeitpunkt seines Todes besaß er nach über 50 Jahren als Zeitungsherausgeber 22 Zeitungen, vier Radiosender und zwei Fernsehsender. Erst nach seinem Tod wuchs das Unternehmen zu einem überregionalen Medienkonzern.